# 德米特里·波利扬斯基
德米特里·斯捷潘诺维奇·波利扬斯基，（俄语：Дми́трий Степа́нович Поля́нский，1917年11月7日—2001年10月8日），苏联党和国家领导人。曾任俄罗斯苏维埃联邦社会主义共和国部长会议主席、苏联部长会议第一副主席、农业部长、驻日本国、挪威王国特命全权大使等职。

## 生平
- 1917年10月25日（格里历：11月7日）出生于沙俄叶卡捷琳诺斯拉夫省斯拉维亚诺谢布斯克（现乌克兰卢甘斯克州）的一个农民家庭。
- 1924年-1931年，斯拉夫-塞尔维亚学校学习。1930年加入共青团。
- 1932年-1935年，当地国营农场农民。
- 1935年-1939年，哈尔科夫农业学院学习。1939年加入联共（布）。
- 1939年-1940年，共青团乌克兰哈尔科夫州委农民青年处处长。
- 1940年-1942年，苏联红军服役。
- 1942年-1945年，联共（布）新西伯利亚州卡拉苏克区党委第一书记。
- 1945年-1946年，联共（布）中央人事部负责人。
- 1946年-1948年7月，联共（布）中央人事部巡视员。
- 1948年7月-1949年9月，联共（布）中央巡视员。
- 1949年9月-1952年9月，联共（布）克里米亚州委第二书记。
- 1952年9月-1954年2月，克里米亚州州长。
- 1954年1月-1955年12月，苏共、乌克兰共产党克里米亚州委第一书记。
- 1955年12月-1957年2月，苏共契卡洛夫（奥伦堡）州委第一书记，组织处女地运动。
- 1957年2月-1958年4月，苏共克拉斯诺达尔边疆区党委第一书记。
- 1958年4月-1962年11月，俄罗斯苏维埃联邦社会主义共和国部长会议主席。
- 1962年11月-1965年10月，苏联部长会议副主席。
- 1965年10月-1973年2月，苏联部长会议第一副主席。
- 1973年2月-1976年3月，苏联农业部长。
- 1976年4月-1982年2月，驻日本国特命全权大使。
- 1982年2月-1987年3月，驻挪威王国特命全权大使。
- 1987年2月起退休。
- 2001年10月8日于莫斯科逝世，享年83岁。葬于孔策沃公墓。

波利扬斯基是苏共19-25大代表，第20届中央主席团（政治局）候补委员，第21-22届中央主席团成员，第23-24届中央政治局委员，第20-25届中央委员；第4-6届苏联最高苏维埃联盟院代表，第7-9届苏联最高苏维埃民族院代表；第3,5-9届俄罗斯苏维埃联邦社会主义共和国最高苏维埃代表。

## 荣誉
- 四次列宁勋章
- 各民族人民友谊勋章
- 劳动英勇奖章